# Moltkeplatz (Parchim)

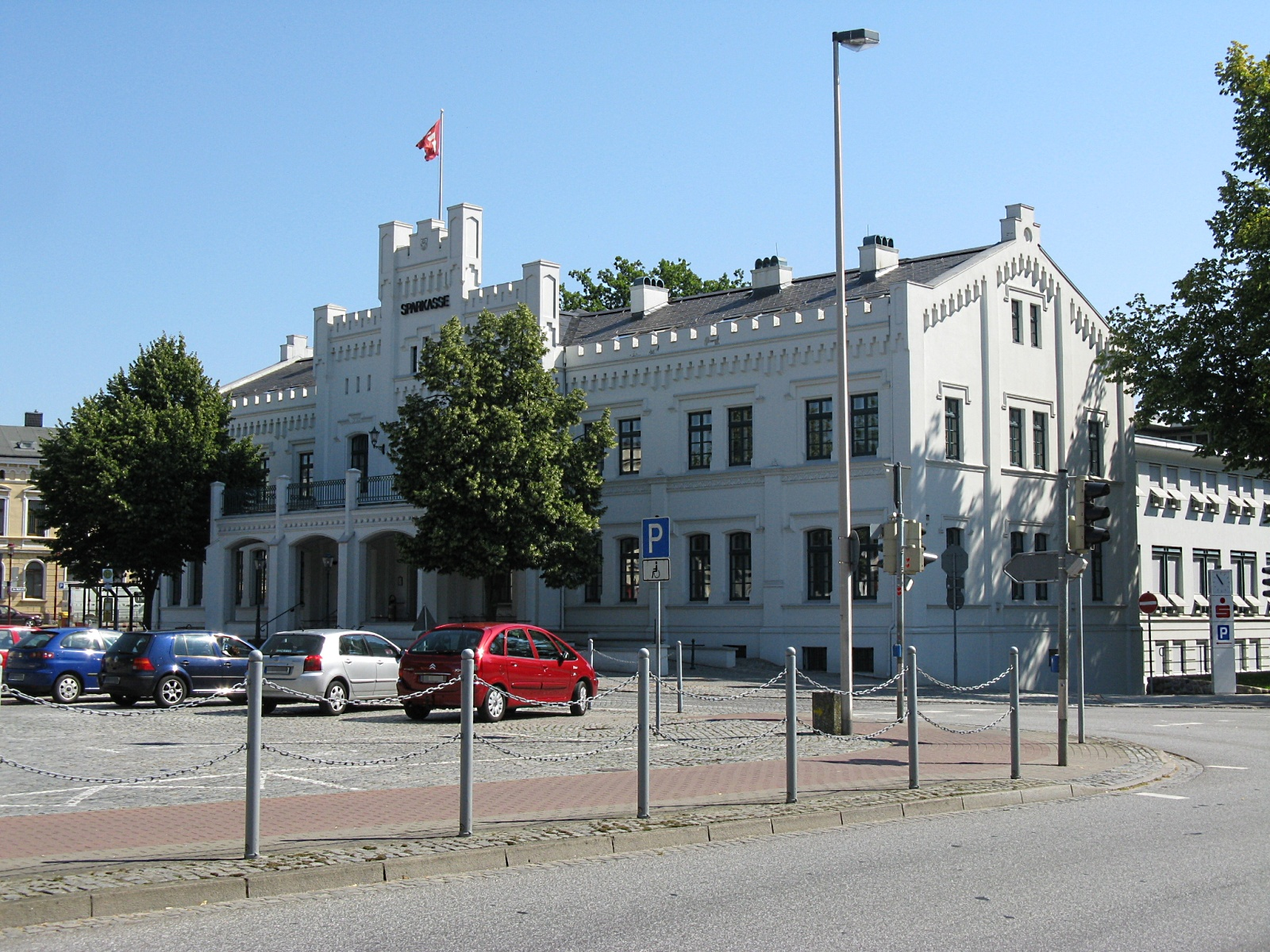
Nr. 1: ehemaliges Wallhotel als Sparkasse

Die historische Straße Moltkeplatz in Parchim führt in der östlichen Altstadt in West-Ost-Richtung vom Fischerdamm und Am Mühlenberg zu den Straßen Am Kreuztor, Am Wallhotel (B 191 nach Lübz und Plau am See), Buchholzallee und Putlitzer Straße (B 321 nach Criwitz bzw. Suckow und Putlitz).

## Nebenstraßen

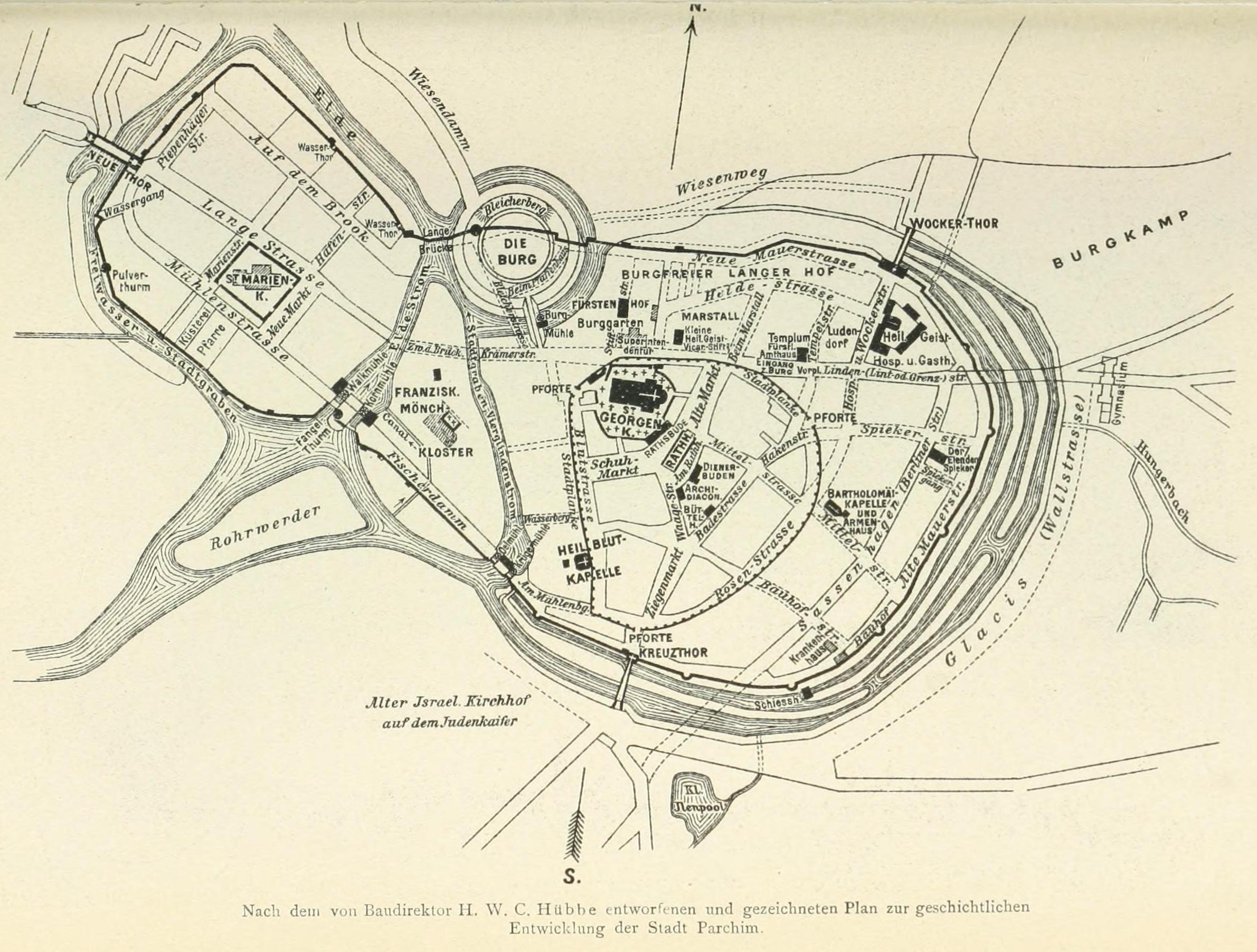
Parchim im Mittelalter

Die Nebenstraßen und Anschlussstraßen wurden benannt als Fischerdamm nach einem Damm an der Elde, Am Mühlenberg nach zwei früheren Mühlen, Cordesiusstraße nach dem Georgen-Pfarrer Cordesius (1634–1676), Flörkestraße nach dem Juristen Franz Floerke (1811–1889) und/oder seinem Vater, dem Parchimer Superintendenten Albrecht Floerke (1777–1848), Am Kreuztor nach einem 1847/48 abgebrochenen Tor von 1346 in der Stadtmauer von 1310 und nach dem früheren Dorf Cruzen, Am Wallhotel nach dem Wall-Hotel von 1863, Wallallee nach den äußeren Wallanlagen an der Stadtmauer, Buchholzallee nach der Gemeinde bei Röbel und Putlitzer Straße nach der Kleinstadt in Brandenburg.

## Geschichte

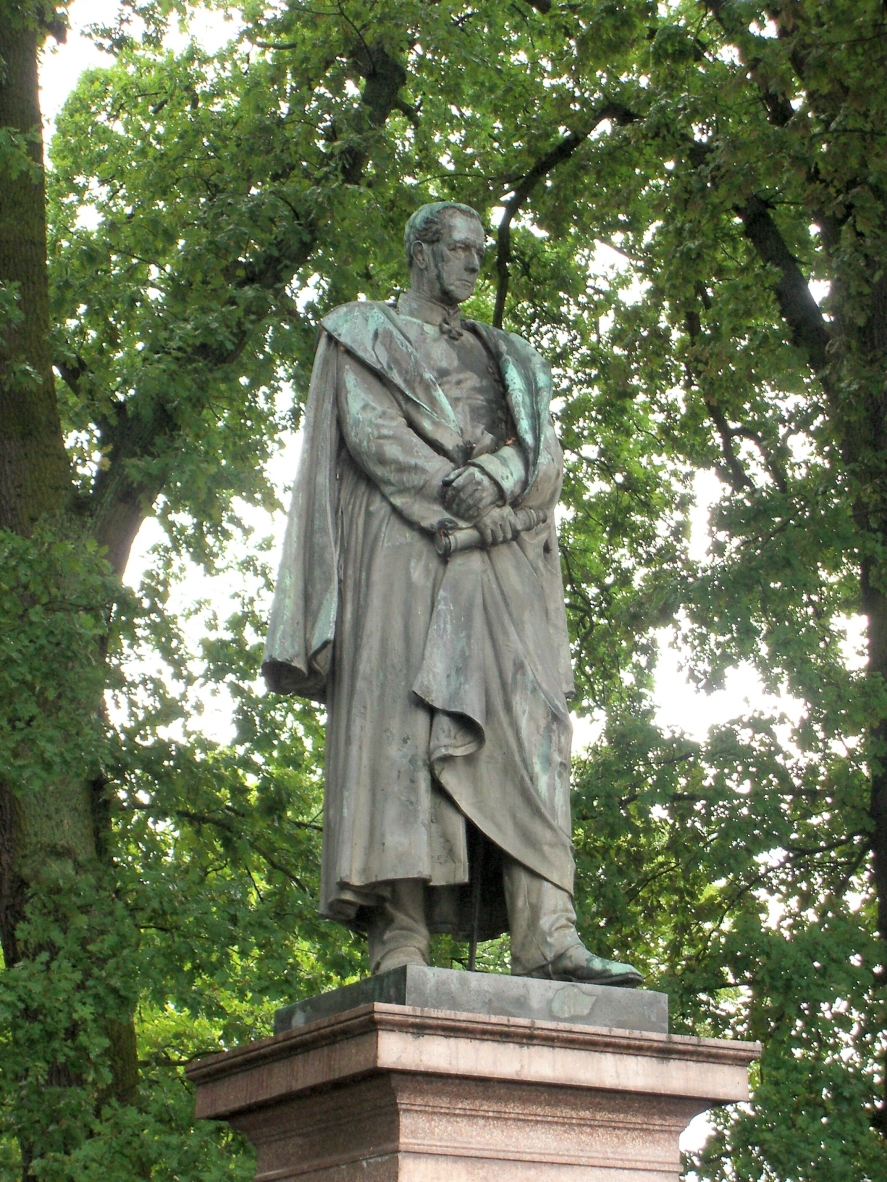
Moltkedenkmal

### Name
Der Platz wurde nach Generalfeldmarschall Helmuth von Moltke (1800–1891) benannt, der in Parchim geboren wurde. Moltke war von 1857 bis 1888 Chef des preußischen Generalstabs bzw. ab 1871 des Großen Generalstabs und somit verantwortlich für die Planungen der Feldzüge im Deutsch-Dänischen Krieg (1864), Deutschen Krieg (1866) und Deutsch-Französischen Krieg (1870/71).
Der Platz hieß in der DDR-Zeit Platz der Arbeit.

### Entwicklung

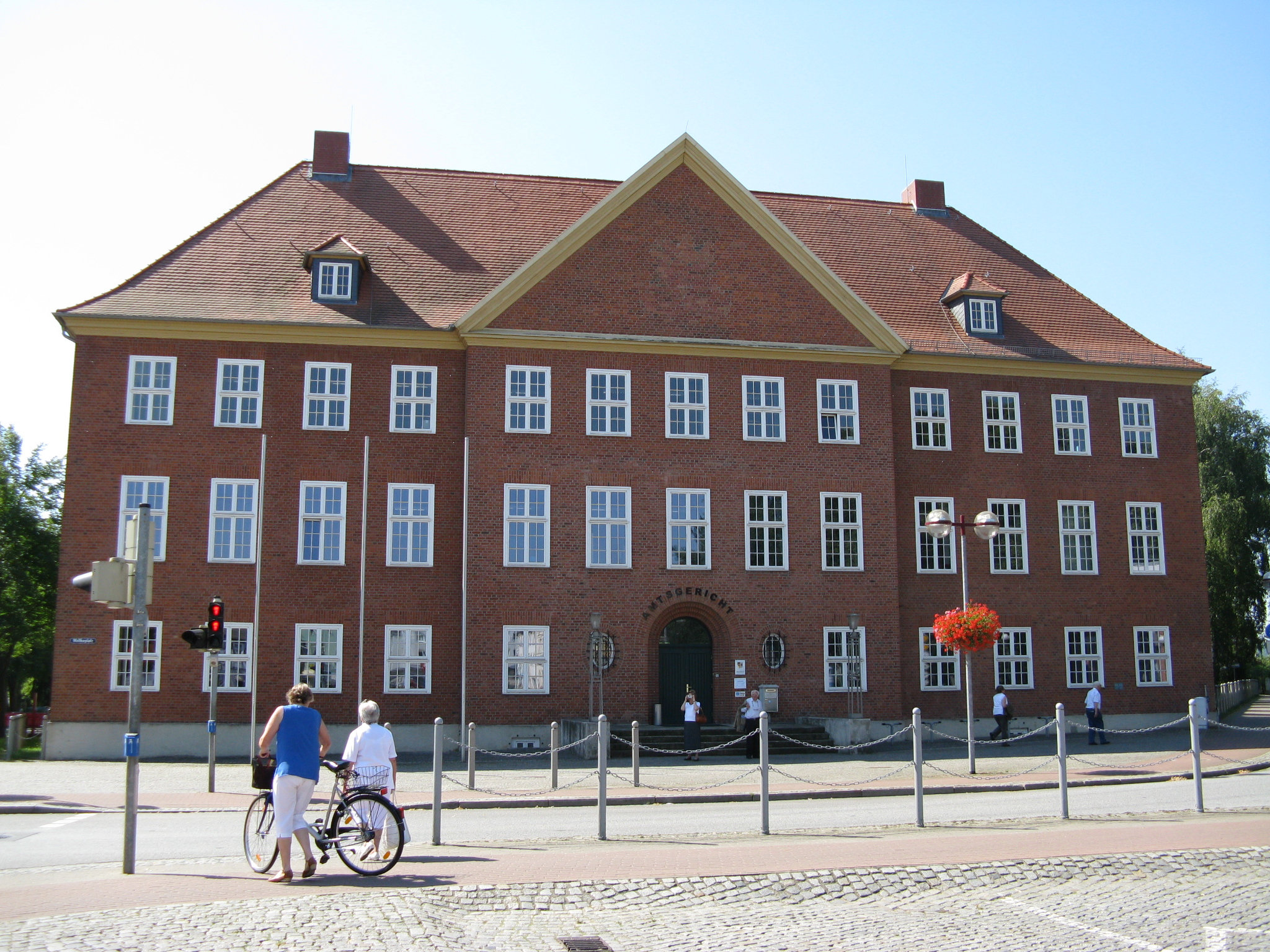
Nr. 2: Amtsgericht

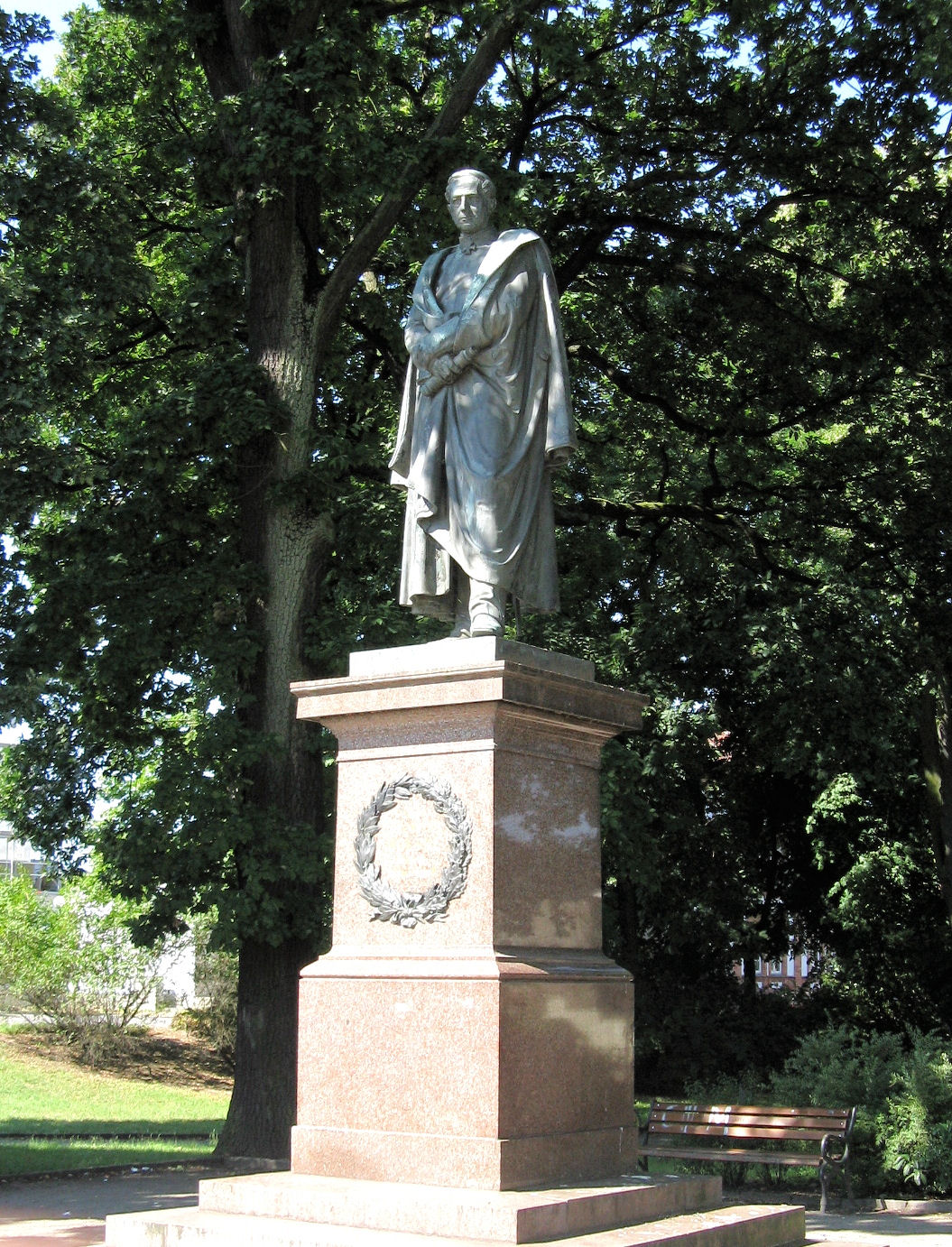
Moltkedenkmal

Im Frühmittelalter bestand eine slawische Siedlung. 1170 wurde die Burg erwähnt, in der von 1238 bis 1248 der Landesfürst residierte. 1282 schlossen sich die alte Stadt und die Neustadt von 1240 zusammen. 1289 brannte ein Teil der Altstadt ab. 1612 vernichtete ein weiterer Brand große Teile der Stadt.
Nach der mecklenburgischen Steuer- und Zollunion von 1863 wurde als erstes Bauwerk außerhalb der Stadtmauer das Wallhotel gebaut 1936 entstand das Amtsgericht.
Ab 1991 wurde die historische Altstadt und so auch die Straße und ihre Häuser im Rahmen der Städtebauförderung saniert.

## Gebäude, Anlagen (Auswahl)
An der Straße stehen zumeist zwei- und dreigeschossige Häuser. Die mit (D) gekennzeichneten Häuser stehen unter Denkmalschutz.
- Park
- Moltkedenkmal von 1876, ältestes Moltkedenkmal Deutschlands

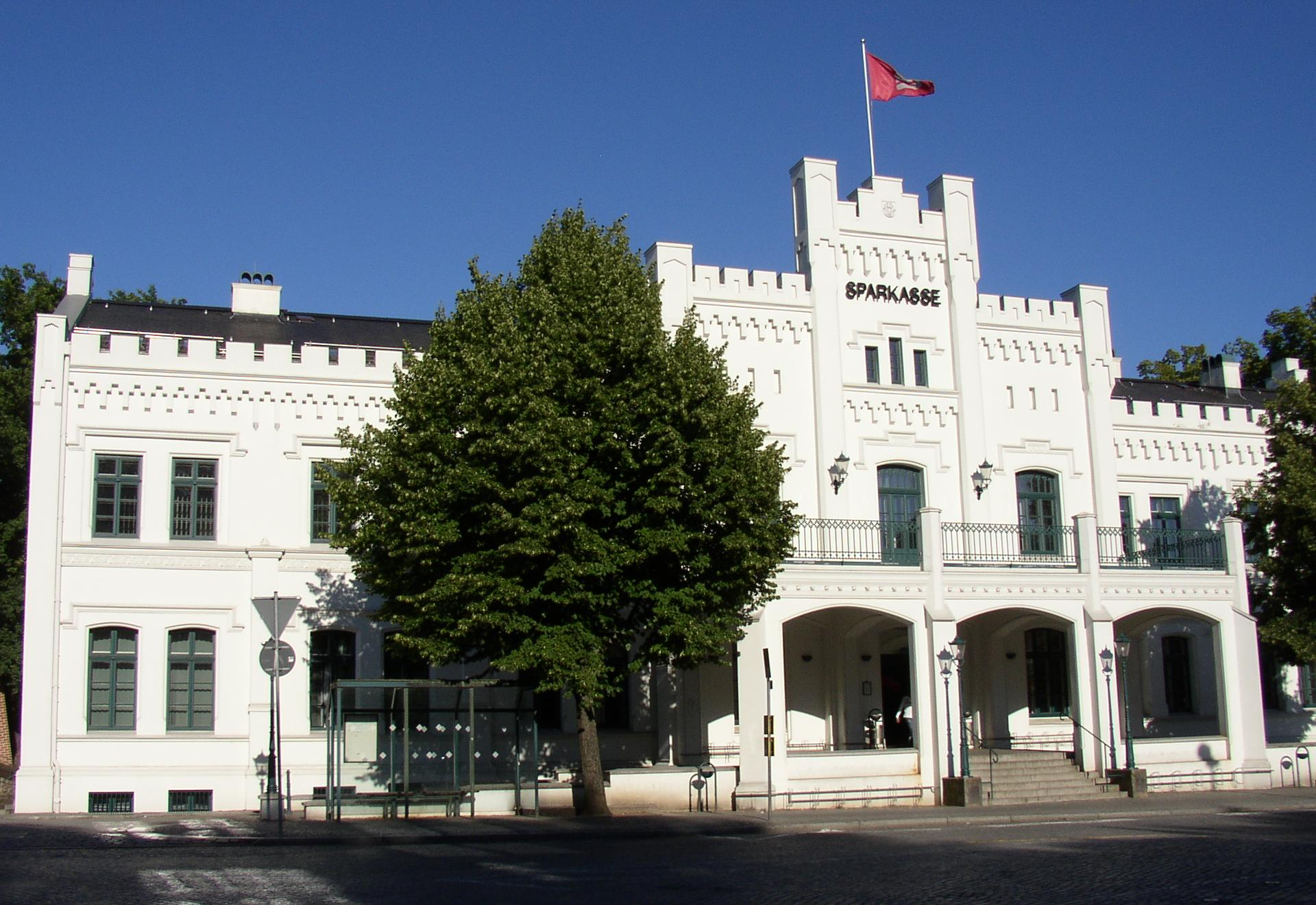
Nr. 1: 2-geschossiges 15-achsiges historisierendes verputztes Gebäude von 1863 im Tudorstil als Wallhotel gebaut (D) mit mächtigem 3- und 4-geschossigem Mittelrisalit und 3-achsigen Laubeneingang, heute Geschäftsstelle der 1834 gegründeten Sparkasse Parchim-Lübz, seit 2021 in der Sparkasse Mecklenburg-Schwerin
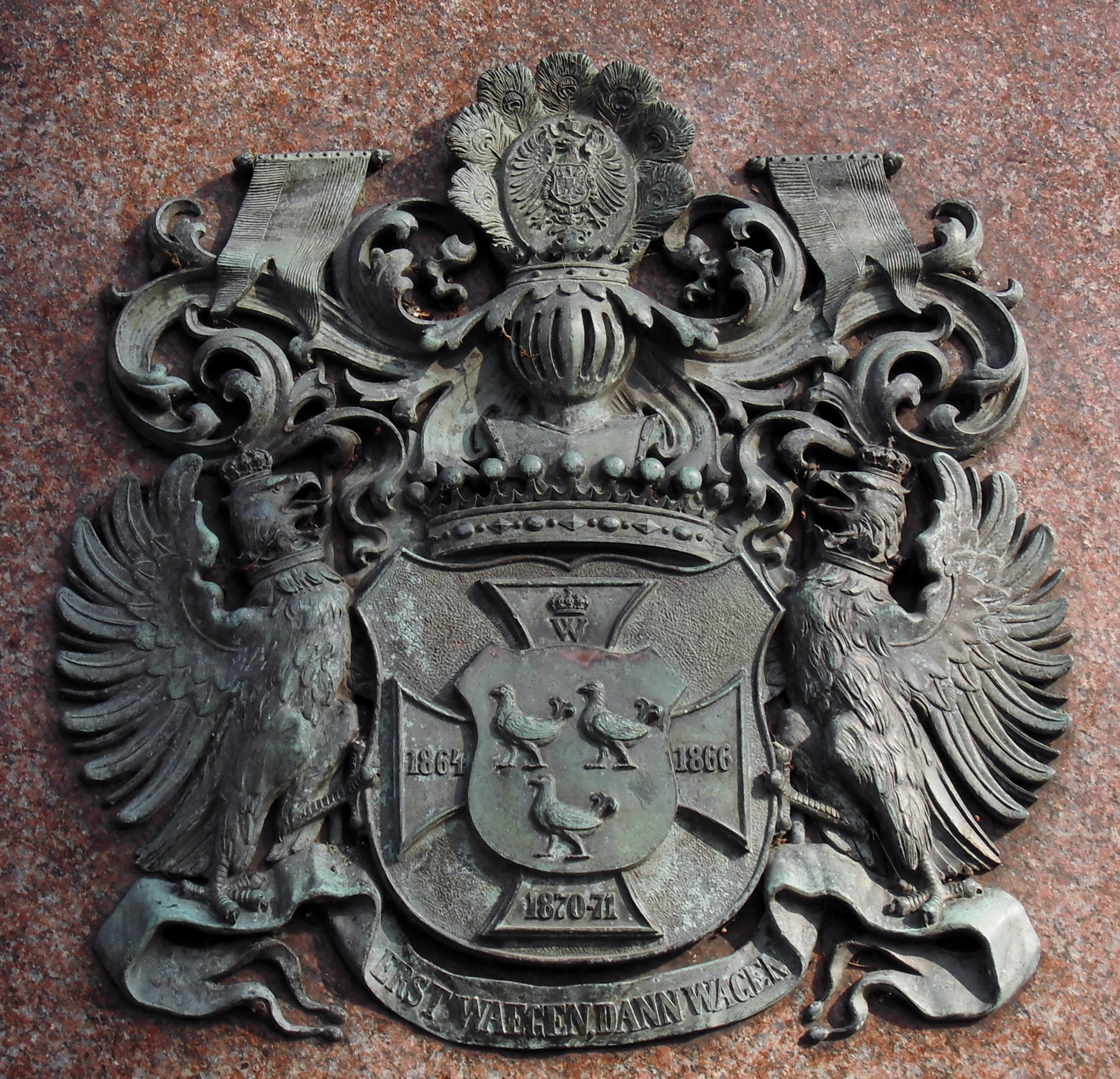
Wappenrelief am Moltkedenkmal

- Nr. 2: Amtsgericht (D)
  - 2-gesch.: historisierendes Gebäude von 1879 mit Mezzaningeschoss und Straßenfassade aus roten Klinkersteinen mit Terrakottaelementen; Fries mit Dekor aus Kreisen[4]
  - 3-geschossiges 13-achsiges Amtsgericht von 1936  nach Plänen von Paul Schultze-Naumburg mit breitem Mittelrisalit mit vier Flügel um einen leicht geöffneten Innenhof
- Nr. 3: 2-geschossiges ehemaliges Landratsamt (D) mit Walmdächern, heute Geschäftsstelle vom DRK Kreisverband Parchim mit Rettungsdienst
- Nr. 4: 2-geschossiges Wohnhaus (D), heute mit Büronutzung
- Putlitzer Straße Nr. 56: 1- und 2-geschossige neuere Stadthalle Parchim am Park mit großem Saal (bis 550 Plätze) und kleinem Saal (80 Plätze); Ende des 19. Jahrhunderts stand hier die Zentralhalle als Gastwirtschaft und Vereinslokal, 1956 benannt als Kreiskulturhaus Kurt Bürger, Anfang der 1990er Jahre Fertigstellung des II. Bauabschnittes als Stadthalle

### Denkmal
Das Moltkedenkmal von 1876 wurde noch zu Lebzeiten des Dargestellten mit bronzenem Standbild auf rotem Granitsockel vom Bildhauer Ludwig Brunow errichtet. Einem Abriss stimmte 1945 der sowjetische Stadtkommandant General Gussow nicht zu, aber bei politischen Demonstrationen wurde es verhüllt.